# Чери-пикинг
Чери-пикинг (на английски: cherry picking), потискане на доказателства или заблуда при непълни доказателства е вид логическа грешка, актът на посочване на отделни случаи или данни, които изглежда потвърждават определена теза, като същевременно се игнорира значителна част от свързаните и подобни случаи или данни, които могат да противоречат на тази теза. Чери-пикингът може да бъде извършен умишлено или неумишлено.
Терминът се основава на възприетия процес на бране на плодове, като например череши. От берача се очаква да избира само най-зрелите и здрави плодове. Така наблюдател, който вижда само избраните плодове, може погрешно да заключи, че повечето или дори всички плодове на дървото са в също толкова добро състояние. Това също може да създаде погрешна представа за качеството на плодовете (тъй като това е само извадка, която не е представителна). Понятие, което понякога се бърка с брането на череши, е идеята да се събират само лесните за бране плодове, като се пренебрегват други плодове, които са по-високо на дървото и следователно са по-трудни за получаване.
Чери-пикингът има отрицателен оттенък, тъй като при тази практика се пренебрегват, пропускат или директно се потискат доказателства, които биха могли да доведат до пълна картина.
Чери-пикингът може да се открие в много логически грешки. Например „заблудата от анекдотичните доказателства“ е склонна да пренебрегва големи количества данни в полза на лично известни, „селективното използване на доказателства“ отхвърля материал, неблагоприятен за даден аргумент, а фалшивата дихотомия избира само две възможности, когато са налични повече. Някои учени класифицират чери-пикинга като грешка на селективното внимание, чийто най-често срещан пример е пристрастието към потвърждение. Чери-пикингът може да се отнася до подбора на данни или набори от данни, така че дадено проучване или анкета да даде желани, предвидими резултати, които могат да бъдат подвеждащи или дори напълно противоречащи на действителността.

## История
Един анекдотичен разказ за атеистичния философ от V в. пр.н.е. Диагорас от Мелос разказва как, когато му показали оброчни дарове на хора, за които се предполага, че са се спасили от смъртта при корабокрушение, като са се молили на боговете, той изтъкнал, че много хора са загинали в морето въпреки молитвите им, но тези случаи не са били отбелязвани по същия начин. Мишел дьо Монтен (1533 – 1592) в своето есе за пророчествата коментира хората, които са готови да вярват в правотата на предполагаеми ясновидци:
Виждам някои, които с голяма охота изучават и коментират своите алманаси и ни ги представят като авторитет, когато нещо се окаже нередно; и в този смисъл едва ли е възможно тези предполагаеми авторитети понякога да се натъкват на истина сред безкрайно много лъжи. ... Никога не мисля, че са по-добри от тях заради подобно случайно попадение. ... [Никой не записва техните измами и лъжливи прогнози, тъй като те са безкрайни и често срещани; но ако те се натъкнат на една истина, това е много важно, тъй като е рядкост, невероятност и чудовищност.

## В науката
Чери-пикингът е една от епистемологичните характеристики на отрицанието и се използва широко от различни отрицатели на науката, за да изглежда, че противоречи на научните открития. Например той се използва при отричането на изменението на климата, отричането на еволюцията от креационистите, отричането на отрицателните последици за здравето от консумацията на тютюневи изделия и пасивното пушене.
Изборът да се направи селективен избор сред конкуриращи се доказателства, така че да се наблегне на онези резултати, които подкрепят дадена позиция, като същевременно се игнорират или отхвърлят всички резултати, които не я подкрепят, е практика, известна като „cherry picking“, и е отличителен белег на лошата наука или псевдонауката.
— Ричард Сомървил, показания пред Комисията по енергетика и търговия към Камарата на представителите на САЩ, Подкомисия по енергетика и промишленост, 8 март 2011 г
Строгата наука разглежда всички доказателства (а не подбира само благоприятните), контролира променливите, за да установи какво действително работи, използва слепи наблюдения, за да сведе до минимум ефекта от пристрастията, и използва вътрешно последователна логика.

— Стивън Новела, „Скептик в Оз“, 26 април 2011 г.

## В медицината
В проучване от 2002 г. при преглед на предишни медицински данни е установено, че при тестовете на лекарства срещу депресия се използва избирателно подбиране на данни:
[изследователите] прегледаха 31 изпитвания на ефикасността на антидепресанти, за да идентифицират основните критерии за изключване, използвани при определяне на допустимостта за участие. Техните констатации показват, че пациентите в настоящите изпитвания на антидепресанти представляват само малка част от пациентите, лекувани в рутинната клинична практика за депресия. Според авторите изключването на потенциални участници в клинични изпитвания с определени профили означава, че възможността за обобщаване на резултатите от изпитванията на ефикасността на антидепресантите няма емпирична подкрепа.